# 유기 산화환원반응

버치 환원은 유기 산화환원반응의 한 예이다.

유기 산화환원반응(有機酸化還元反應, 영어: organic redox reaction)은 유기 화합물과 함께 일어나는 산화환원반응이다. 유기 환원(有機還元, 영어: organic reduction) 또는 유기 산화(有機酸化, 영어: organic oxidation)라고도 한다. 유기화학에서 산화 및 환원은 일반적인 산화환원반응과 다르다. 왜냐하면 많은 반응들이 이름을 가지고 있지만 실제로는 전자 전달을 포함하지 않기 때문이다. 대신 유기 산화에 대한 관련 기준은 각각 산소의 얻음 및 또는 수소의 잃음이다.
간단한 작용기는 산화 상태가 증가하는 순서로 배열될 수 있다.

## 같이 보기
- 산화환원반응
- 유기화학
- 유기 화합물